# Antoine Marie-Charles Fabre
Antoine Marie-Charles Fabre est un avocat et un homme politique français, né à Clermont-Ferrand le 30 janvier 1864, et mort dans la même ville le 10 avril 1921. Il a été maire de Clermont-Ferrand.

## Biographie
Conseiller municipal, il devient maire en 1904. Toutefois, la municipalité s'étant avérée ingouvernable, elle démissionne collectivement en août 1905, et de nouvelles élections sont organisées. Aux élections de septembre, la liste républicaine emmenée par Fabre refuse tout accord électoral de second tour avec les socialistes, qui ont reçu en moyenne 1 263 voix ; elle remporte la totalité des sièges.
En 1908, Fabre s'est allié avec des partis et des personnalités de droite. Aussi choisissent-ils de présenter une liste complète de 28 candidats, qui obtient en moyenne 1 444 voix. Toutefois, ni elle ni la liste radicale ne parviennent à empêcher sa victoire. Le 3 mai, il est reconduit dans ses fonctions « sans avoir, selon l'habitude, présenté de programme précis à ses électeurs », sa liste ayant remporté la quasi-totalité des sièges, et Philippe Marcombes ayant été le seul candidat de la liste radicale-socialiste élu.
En revanche, en 1912, la « liste républicaine proportionnelle et du commerce » du docteur Marcombes fait jeu égal avec la sienne, et il ne peut briguer la mairie ; c'est le doyen d'âge, Ernest Charles Vigenaud, qui est élu à sa place,. Il est inhumé au cimetière des Carmes de Clermont-Ferrand.

## Mandat
- Maire de Clermont-Ferrand (1904-1912)

## Publication
- Rapport de la commission spéciale de l'éclairage, Clermont-Ferrand, Imprimerie de G. Montlouis, 1902, 24 pages.